# Pokrzywnik (Couïavie-Poméranie)
Pour les articles homonymes, voir Pokrzywnik.
Pokrzywnik est une localité polonaise de la voïvodie de Couïavie-Poméranie et du powiat de Lipno,.